# Manoir de Bézidel
Le manoir de Bézidel est situé à Cléguérec en France.

## Localisation
Le manoir est situé sur le territoire de la commune de Cléguérec, au lieu-dit Bézidel, dans le département du Morbihan en région Bretagne.

## Description
Le manoir est attesté depuis 1380. Au XVIIe siècle, il appartient à la famille du Fou dont les armes figuraient probablement sur le blason martelé. Chapelle en ruine dédiée à saint François et portant la date 1635. Parties agricoles datées 1700. Le logis est transformé au XIXe siècle.

## Historique
Le manoir est inscrit à l'inventaire général du patrimoine culturel en 1986.